# Dragon Ball Super
Dragon Ball Super (ドラゴンボール超 Doragon Bōru Sūpā) er en japansk mangaserie oprindeligt skrevet af Akira Toriyama og illustreret af Toyotarou. Den foregår i det tidsrum på 10 år, som fandt sted efter Dæmonen Bøhs nederlag og konklusionen på Toriyamas oprindelige Dragon Ball mangaserie, og den følger Son-Goku og hans venners eventyr. Den begyndte at blive udgivet i Shueishas månedlige shounen-magasin V Jump i juni 2015. Mangaen bliver samtidigt med den originale japanske version også udgivet på engelsk af Viz Media og Sheisha på deres Manga Plus-platform. Mangaserien er ikke udgivet i en dansk version.
En animeserie produceret af Toei Animation blev sendt i Japan mellem juli 2015 og marts 2018, hvilket gør den til den første Dragon Ball-TV-serie siden Dragon Ball GT fra 1996.. De første to ark genadapterer begivenhederne fra Dragon Ball Z filmene Battle of Gods (2013) and Resurrection 'F' (2015), hvoraf den sidstnævnte kun blev opsummeret i mangaen. En efterfølgende film, Dragon Ball Super: Broly, blev udgivet i december 2018 og blev den mest indtjenende animefilm i franchisen; ligesom Resurrection 'F' blev den kun kort opsummeret i mangaserien. En anden film, Super Hero, blev udgivet i juni 2024. Et one-shot-kapitel, som er skrevet af Toriyama og agerer forgænger til Super Hero, blev udgivet i februar 2025 og inkluderet i det 24. bind inden mangaserien fortsatte med at blive udgivet. Serien begyndte i oktober 2024 at blive streamet i en dansk-dubbet udgave på DRTV.

## Stemmer
| Rolle         | Original stemme  | Dansk stemme               |
| ------------- | ---------------- | -------------------------- |
| Son Goku      | Masako Nozawa    | Caspar Phillipson          |
| Vejita        | Ryō Horikawa     | Peter Vinding              |
| Son Gohan     | Masako Nozawa    | Mathias Hartmann Niclasen  |
| Kuririn       | Mayumi Tanaka    | Jan Tellefsen              |
| Piccolo       | Toshio Furukawa  | Christian Damsgaard        |
| Mester Beerus | Kouichi Yamadera | Jesper Hagelskær Paasch    |
| Wisu          | Masakazu Morita  | Oliver Berg                |
| Dæmonen Bøh   | Kouzou Shioya    | Daniel Vognstrup Jørgensen |
| Mr. Satan     | Unshou Ishizuka  | Peter Aude                 |
| Mester Kaio   | Jōji Yanami      | Benjamin Kitter            |
| Freezer       | Ryūsei Nakao     | Peter Secher Schmidt       |
| Bulma         | Hiromi Tsuru     | Julie Lund                 |
| Chi-Chi       | Naoko Watanabe   | Estrid Ebba Böttiger       |
| Fortæller     | Jōji Yanami      | Kasper Leisner             |

## Produktion

### Manga-produktion
Toyotarou, Dragon Ball Super-mangaens illustrator, udtalte at han modtog de større plotpunkter fra Toriyama, inden han begyndte at at lave storyboard og udfylde detaljerne selv. Han sendte storyboardsne til Toriyama, der så ville gennemgå den første kladde for at lave ændringer til dialog og skitser, inden han så sendte dem tilbage til Toyotarou, som så illustrerede den endelige kladde, inden han sendte det videre til udgivelse hos Shueisha.
Efter Akira Toriyamas død i marts 2024 har Dragon Ball Super-mangaen være på pause på ubestemt tid.